# Gräberfeld Mølen

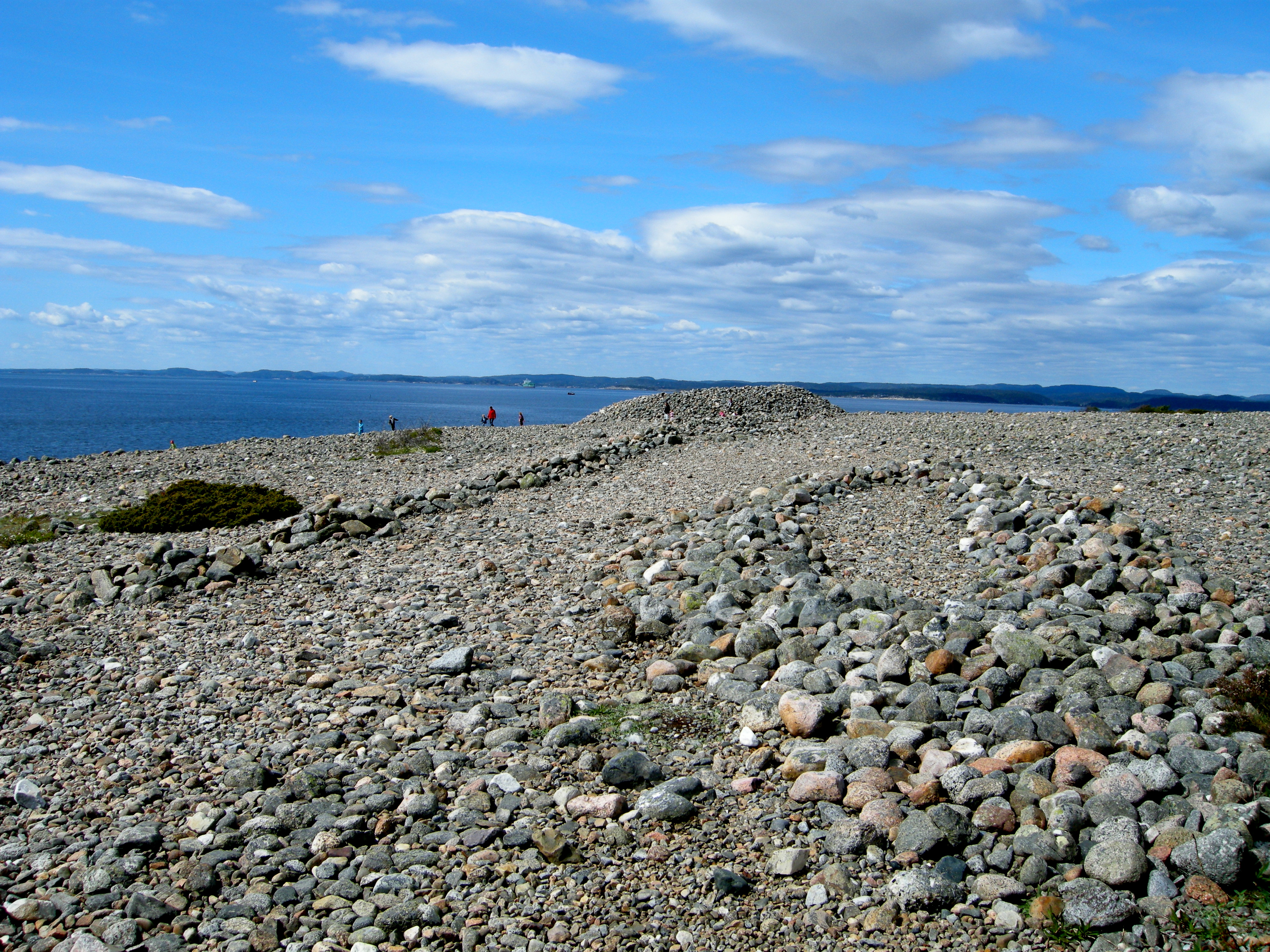
Die Schiffssetzung – rechts

Das Gräberfeld Mølen liegt westlich von Nevlunghavn in der norwegischen Provinz Vestfold auf einer meernahen Moräne vom Ende der letzten Eiszeit. Am Strand liegen 16 große Rösen mit bis zu 35,0 m Durchmesser und über 200 kleine Steinhaufen und -reihen, sowie eine ungewöhnliche Schiffssetzung (norwegisch Skipssetning).
Die kleinen Steinhaufen stammen aus der Eisen- und Wikingerzeit (500 v. Chr.-1050 n. Chr.), während die Rösen eventuell aus der Bronzezeit (1800–500 v. Chr.) stammen. Fast alle Steinhaufen haben Vertiefungen von Plünderungen oder von der so genannten „haugbrot“,  der rituellen Entfernung der Toten, deren  Motiv unklar ist. Der Ort hat seinen Namen von dem altnordischen Wort „mol“, also Steinhügel. Mølens Bestattungsareal ist untypisch für die Eisenzeit und Wikingerzeit, da die Grabhügel sind nicht in der Nähe von landwirtschaftlichem Gebiet liegen.
Die Schiffssetzung von Mølen (norwegisch Skipssetning på Mølen) ist einzigartig in Skandinavien. Zwischen 250 und 300 n. Chr. war am Strand ein Boot verbrannt worden. Dann wurden Steine in die Asche gelegt und der Umriss und die Spanten des Bootes mit Steinen markiert. Die niedrige, bootsförmige Steinsetzung wurde in den 1970er Jahren ausgegraben. Eisennägel und Asche wurden gefunden.

## In der Nähe
- Gräberfeld von Istrehågan
- Gräberfeld von Elgesem